# Invisible Agent
Invisible Agent é um filme de ficção científica produzido nos Estados Unidos, dirigido por Edwin L. Marin e lançado em 1942.